# Strategus antaeus
Strategus antaeus är en skalbaggsart som beskrevs av Dru Drury 1773. Strategus antaeus ingår i släktet Strategus och familjen Dynastidae. Inga underarter finns listade i Catalogue of Life.

## Bildgalleri

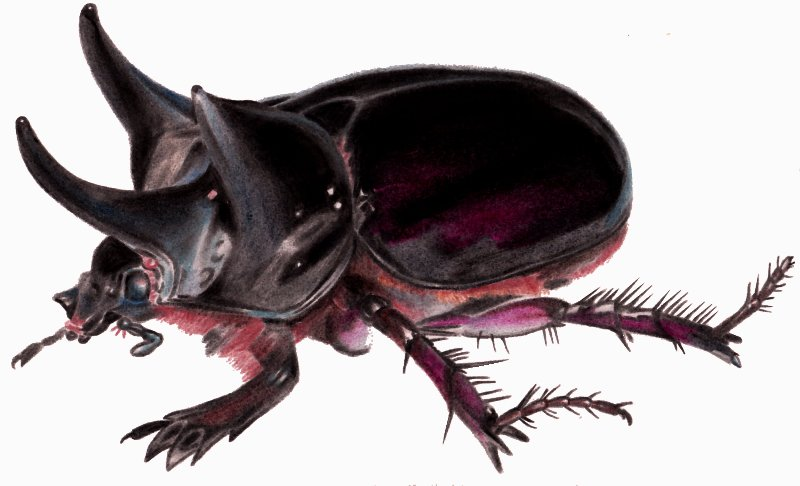